# Центральные научно-реставрационные проектные мастерские

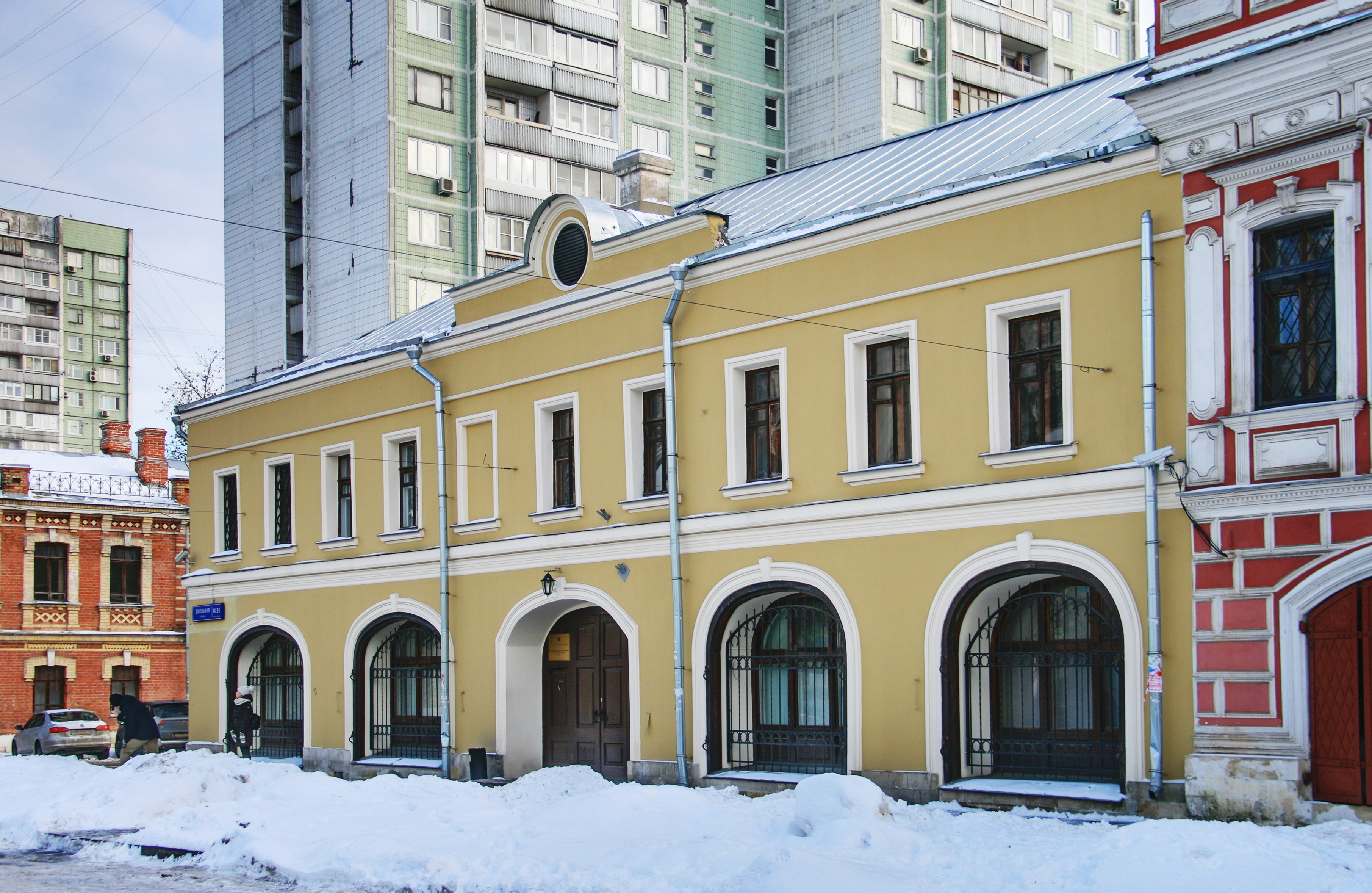

Центральные научно-реставрационные проектные мастерские (ЦНРПМ, Федеральное государственное унитарное предприятие «Центральные научно-реставрационные проектные мастерские») — одно из основных российских государственных учреждений, занимающихся реставрацией. Проектная реставрационная организация, основанная в 1947 году, является старейший в России.
Специализируется на архитектурных объектах.

## Описание
В составе организации восемь архитектурно-планировочных мастерских, научная библиотека, несколько специализированных отделов (реставрационно-конструкторских разработок, реставрационно-технологических разработок, инженерных разработок, сметный отдел, отдел нормативного контроля и выпуска документации, отдел декоративно-прикладного искусства, отдел стандартизации и технического регулирования), научный отдел.

## История
Организация была создана постановлением Совета Министров СССР № 3974 от 10 декабря 1947 года. Она получила название Проектной мастерской по реставрации памятников Академии архитектуры СССР, став одной из первых, созданных в стране после ликвидации Центральных государственных реставрационных мастерских в 1934 году.
В 1957 году мастерские были реорганизованы, в них появились три подразделения: научно-исследовательский отдел, проектная и производственная мастерские. Они получили новое название — Центральные научно-реставрационные мастерские (ЦНРМ).
1968 год — объединение мастерских и Всесоюзной специальной производственной научно-реставрационной мастерской (ВСНРПМ). Новая организация получила название Всесоюзный производственный научно-реставрационный комбинат Министерства культуры СССР (ВПНРК), а ЦНРМ были переименованы в Научно-исследовательскую проектную мастерскую (НИПМ).
В 1980 году было реорганизовано во Всесоюзное специализированное производственное объединение «Союзреставрация». В числе работ, произведенных в эти годы — реставрация зданий Московского Кремля (1977—1981 гг.), восстановление Золотых комнат Демидова, храма Покрова в Филях, дома Рябушинского (музей-квартира А. М. Горького), сооружений усадьбы Кусково, МХАТа, Большого и Малого театров и др. Кроме того, в эти годы научным отделом Мастерских создавалась нормативная база реставрации, которая объединила практически все реставрационные организации России и союзных республик.
В 1992 году Мастерские вышли из состава ВО «Союзреставрация» и приобрели свое нынешнее название.

### Адреса в Москве
- Андроников монастырь (до 1987)
- Новоспасский монастырь (с 1980-х до 1990)
- ул. Школьная, 24

#### Новоспасский монастырь
Мастерские появились здесь в 1968 году, занявшись реставрацией комплекса монастыря и обустройством его под свое обиталище. С 1965-х годов до конца 1990-х годов реставрация велась под руководством архитектора-реставратора Глеба Павловича Белова (1925—1996). Реставрация, длившаяся десятилетия, в основном закончилась к середине 1980-х годов, после чего в зданиях монастыря разместились:
- В Покровской церкви, трапезной и хлебодарной палате, а также в Настоятельском корпусе — Всесоюзный научно-исследовательский институт реставрации (ВНИИР), его отделы по реставрации живописи и научные подразделения.
- В корпусах келий — Всесоюзное специализированное реставрационное производственное объединение (В/О"Союзреставрация"), его научные отделы, мастерские по реставрации живописи, мастерские по воссозданию тканей и другие.
- В главном здании монастыря, Преображенском соборе — после всех работ по реставрации интерьеров и фресковой живописи в 1990 году должен был открыться Музей истории реставрации.

Этот комплекс реставрационных учреждений просуществовал всего с 1985 по 1990 год, когда в конце 1990 года монастырь был передан РПЦ, и реставраторам пришлось выселяться.

#### Школьная улица
В позднее советское время было решено опять создать реставрационный кластер, им сделали Школьную улицу. Планировалось, что различные реставрационные мастерские займут все верхние этажи домов на улице, а нижние будут отданы сфере обслуживания. Эти мастерские и занялись воссозданием облика улицы. В XXI веке из поселившихся в то время на улице реставрационных мастерских там остались только ЦНРПМ, которые занимают комплекс из 5 зданий (от №16 до №30). В них оборудованы лаборатории, мастерские, хранится научно-технический архив реставрационной документации (250 000 единиц хранения, 700 кв. м), библиотека и прочее.
В январе 2020 года появилась новость, что Мастерские по приказу Министерства культуры в срок до 1 марта 2020 года должны очистить помещение. Взамен им предоставлены три здания гораздо меньшей совокупной площади в различных районах Москвы — в Люблино, Китай-городе и на Таганке. Причиной, сообщается, стало то, что Росимущество расторгло договоры с организациями на улице Школьной, не имеющими признаков магазина, причем переехать предписано с 10 февраля до 1 марта 2020, то есть меньше чем за месяц. Эта новость вызвала резкую критику представителей музейного сообщества, занимающихся памятниками архитектуры. Была создана петиция против этого. Сотрудники мастерских направили открытое письмо министру культуры.

## Отреставрированные объекты
Среди заказчиков проектов ЦНРПМ — Министерство Культуры РФ, Управление делами Президента России, Федеральная служба охраны, Правительство Москвы, Музеи Московского Кремля, Комитет по охране культурного наследия г. Москвы «Москомнаследие», региональные министерства культуры, Федеральное агентство по культуре и кинематографии, частные инвесторы и многие другие.
В 2000—2010-е годы:
- Здания Московского Кремля: Архангельский[13] и Благовещенский собор[14], церковь Ризоположения, Потешный дворец[15], Погреб на Казенном дворе[16], Патриаршие палаты[17][2], Большой Кремлевский дворец[5]
- Собор Василия Блаженного (с 2001)[18]
- Церковь Антипия на Колымажном дворе[2]
- Церковь Знамения на Шереметьевом дворе[2]
- Библиотека-архив Государственной Третьяковской галереи[19]
- Здания музея-усадьбы Коломенское[2]
- Петровский путевой дворец (завершено в 2009)[20]
- Палаты в Малом Палашевском[21]
- Новодевичий[22], Николо-Перервинский, Андроников[23], Зачатьевский монастыри в Москве[2]
- Московский художественный театр[2]
- бывший театр Корша[2]
- Клуб фабрики «Свобода» К. Мельникова. В 2004—2006 годах здание клуба было отреставрировано коллективом архитекторов-реставраторов Центральных научно-реставрационных проектных мастерских (ЦНРПМ)[24] под руководством Е. И. Толстопятенко, при участии архитекторов А. А. Верещагина, И. Б. Синицыной, инженера Е. В. Боровиковой, инженеров-технологов Арифулиной М. А., Первых Л. И. За осуществление этого проекта коллектив архитекторов получил золотой диплом Смотра лучших архитектурных произведений 2004—2006 годов[25].
- здание Центрального банка России[5]
- Усадьба Кузьминки[2]
- Усадьба Абрамцево[2]
- Воскресенский Новоиерусалимский монастырь[26]
- Рязанский, Астраханский и Тульский кремли[2]
- Новгородский кремль: Владычная палата и Софийский собор[2]
- Соловецкий[27], Кирилло-Белозерский, Ферапонтов[5], Спасо-Прилуцкий монастыри[2]

Текущие работы:
- проектирование и госэкспертиза восьми зданий многофункциональных культурных центров в Певеке, Магадане, на Северном Кавказе и Дальнем Востоке, строящихся по национальным проектам[10].

## Руководители организации
- Каменева Татьяна Ефимовна (1996 — 2006)[28];
- Фатин Вячеслав Николаевич (до 12 мая 2020)[29];
- Вавилин Александр Александрович (12 мая 2020 — 6 июля 2022);
- Туляков Сергей Александрович (6 июля 2022 — 14 декабря 2022);
- Языков Антон Викторович (14 декабря 2022 — 21 апреля 2023);
- Новиков Артем Михайлович (21 апреля 2023 — 13 сентября 2023);
- Ковальчук Олег Михайлович (13 сентября 2023 — 30 октября 2023);
- Ивлев Андрей Викторович (ВрИО, 31 октября 2023 — 07 ноября 2023)[30];
- Макаров Дмитрий Александрович (08 ноября 2023 - по настоящее время).

## Награды
- Благодарность Президента Российской Федерации (30 декабря 1999 года) — за большой вклад в сохранение и воссоздание памятников истории и культуры России[31].